# X-tausendmal quer

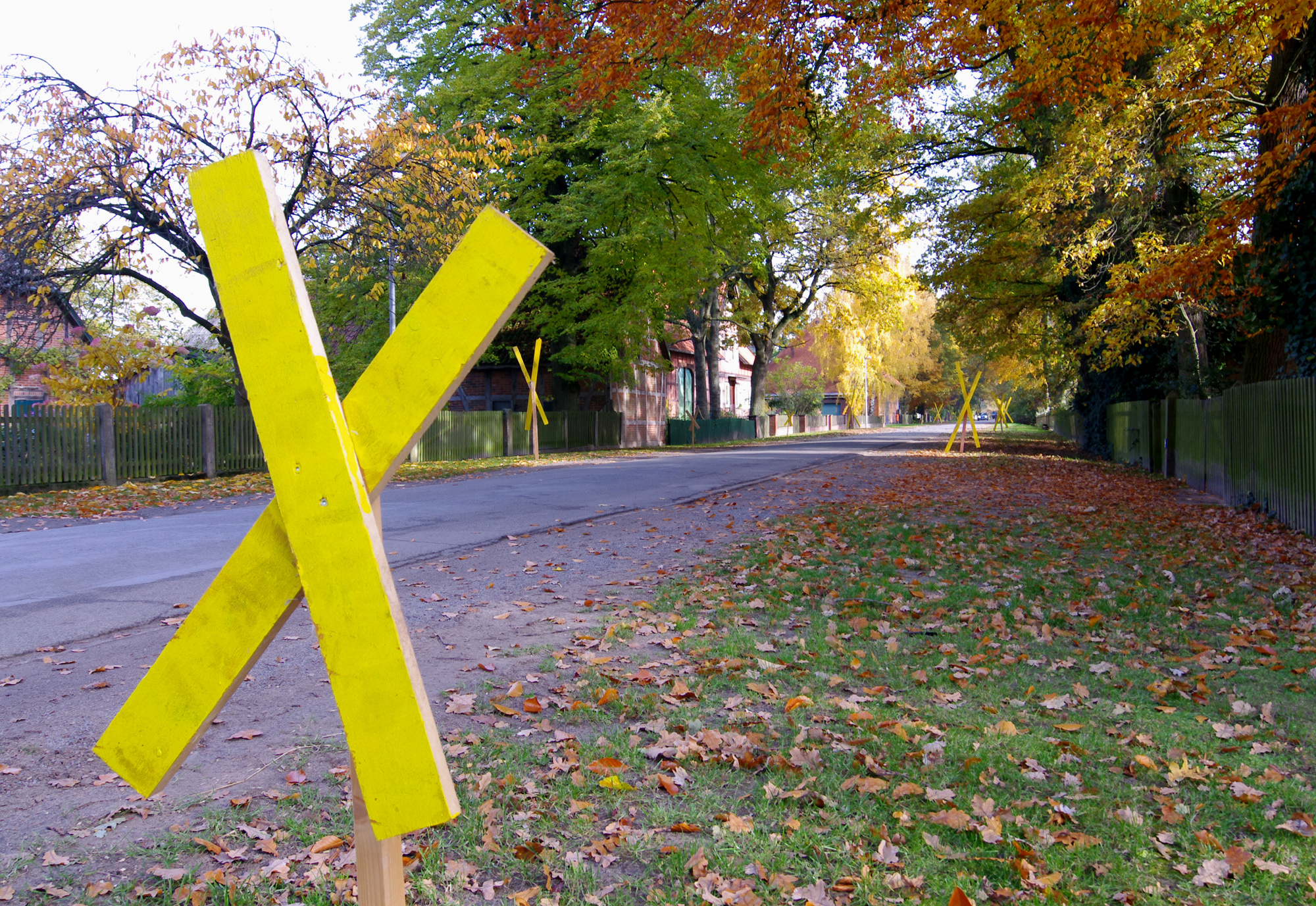
Das gelbe X als Zeichen des Widerstands gegen Atommülltransporte im Wendland

X-tausendmal quer war von 1996 bis 2022 ein bundesweites, besonders in Niedersachsen aktives Kampagnennetzwerk gegen Atommülltransporte. Es hat die Proteste gegen die Castortransporte nach Gorleben zu seinem Aktionsschwerpunkt erhoben und bildet seit Mitte der 1990er Jahre neben lokalen Bürgerinitiativen den Kern der deutschen Anti-Atomkraft-Bewegung. X-tausendmal quer steht für sehr gut organisierte gewaltfreie Mitmach-Aktionen mit möglichst vielen Teilnehmern. Bedingung einer Aktion von X-tausendmal quer war, dass alle Teilnehmer gemäß einem für jede Aktion formulierten Aktionskonsens basisdemokratisch und gewaltfrei handeln.
Das Netzwerk entstand 1996, als sich mit den ersten Castortransporten nach Gorleben die Anti-Atomkraft-Bewegung neu formierte. An den von X-tausendmal quer mitorganisierten Blockadeaktionen gegen die Transporte beteiligten sich regelmäßig mehrere Tausend Menschen. Das Netzwerk gründete oder unterstützte außerdem mehrere Medienkampagnen für den Atomausstieg und bietet Beratung zu juristischen Fragen in Zusammenhang mit Protestaktionen an. Die zahlenmäßig größte Aktion war eine mehrtägige Sitzblockade vor dem Verladekran in Dannenberg im März 1997. Fünf- bis zehntausend Personen hatten sich unter schriftlicher Selbstverpflichtung auf Gewaltfreiheit vor dem Verladekran versammelt und 48 Stunden die Transportstrecke blockiert.
Bis 2011 hat X-tausendmal quer zu jedem der folgenden Castortransporte nach Gorleben jeweils mindestens eine große, teilweise mehrtägige, gewaltfreie Sitzblockade auf der Castortransportstrecke zwischen Lüneburg und dem Zwischenlager in Gorleben mit jeweils mehreren hundert z. T. mehreren tausend Teilnehmern organisiert. Maßgeblich zum Erfolg der Aktionen trug ein langer, arbeitsteiliger Vorbereitungsprozess, eine offensive Öffentlichkeits- und Mobilisierungsarbeit sowie eine ausgefeilte Unterstützungsstruktur aus unterstützenden Arbeitsbereichen während der Aktion bei. Die Unterstützungsstruktur während der Aktionen umfasste z. B. die Aufgabenfelder Bezugsgruppen-findung und Training, Moderation der Sprecherinnenräte, ein Informations- und Pressebüro, Beobachter, Polizeikontakt, Jura-Selbsthilfe, Aktions-Küche und die (logistische) Aktionsunterstützung.
Zu Beginn der 2000er Jahre galt X-tausendmal quer als Trendsetter in Sachen E-Mailkommunikation und Internetnutzung in sozialen Bewegungen. Vom eigenen Internetauftritt über interne und öffentliche
Mailinglisten bis zum tagesaktuell recherchierten bundesweiten Pressespiegel nutzte X-tausendmal quer eine ganze Palette verschiedener elektronischer Instrumente für eine erfolgreiche politische Arbeit.
2001 wurde die sogenannte Fünf-Finger-Taktik entwickelt, um bei den Gewaltfreien Aktionen der Kampagne an einer Polizeikette vorbeizukommen, ohne die Situation unnötig zu eskalieren. Sowohl die ausgefeilte Unterstützungsstruktur bei Aktionen als auch die Fünf-Finger-Taktik wurde später von zahlreichen anderen Aktionsgruppen wie z. B. den Aktionsbündnissen Block G8 anlässlich des G8-Gipfels in Heiligendamm 2007 und Ende Gelände aufgegriffen und weiterentwickelt.
Zwischen 2005 und 2007 initiierte X-tausendmal quer die Gründung der Anti-Atom-Organisation .ausgestrahlt, um auch Menschen zu erreichen, die "zwar nicht bereit sind, sich in der Novemberkälte nachts auf wendländischen Straßen aufzuhalten, aber gerne anders gegen Atomkraft aktiv werden wollen." 2006 initiierte X-tausendmal quer zusammen mit vielen anderen Umweltverbänden, Verbraucherorganisationen und Anti-Atom-Initiativen die Strom[anbieter]wechsel-Kampagne Atomausstieg selber machen. 2006/2007 initiierte X-tausendmal quer das Netzwerk Ziviler Ungehorsam, Gewaltfreie Aktion und Bewegung, kurz: ZUGABe, zur Vernetzung von gewaltfreien Organisatoren, Kampagnen und Arbeitsbereichen. Ebenfalls 2006/2007 beteiligt sich X-tausendmal quer an der spektrenübergreifenden Kampagne BLOCK G8, die massenhafte Blockaden der Zufahrtswege zum G8-Gipfel im Juni 2007 in Heiligendamm vorbereitete und durchführte.
2011 initiierte X-tausendmal quer zusammen mit der KURVE Wustrow Bildungs- und Begegnungsstätte für gewaltfreie Aktion, die Kampagne Gorleben 365, die sich gegen den weiteren Ausbau des Erkundungsbergwerks Gorleben zu einem möglichen Endlager für die Lagerung radioaktiven Atommülls richtete. Im Rahmen der Kampagne wurden in der Zeit von August 2011 bis August 2012 fast einhundert gewaltfreie Blockade-Aktionen zur Störung des Baustellenverkehrs durchgeführt.
Seitens des Bundesamts für Verfassungsschutz wurde die Gruppierung im Verfassungsschutzbericht des Jahres 2006 als „linksextremistisch beeinflusst“ oder „anarchistisch“ bezeichnet. Im Verfassungsschutzbericht des Jahres 2012 ist die Gruppierung nicht mehr erwähnt.
Nach dem Ende der Castortransporte nach Gorleben und der endgültigen Schließung des Erkundungsbergwerks in Gorleben im Jahr 2021 hat sich X-tausendmal quer im August 2022 aufgelöst.
Das Archiv der Kampagne X-tausendmal quer mit Rundbriefen, Flugblättern, Plakaten, Protokollen von Vorbereitungstreffen, Presseauswertungen der Aktionen und Prozessakten befindet sich im Archiv aktiv in Hamburg und kann von Interessierten nach Absprache für Forschungszwecke genutzt werden.